# Ophirion polybia
Ophirion polybia là một loài ruồi trong họ Tachinidae.